# Lijst van voetbalinterlands Oezbekistan - Verenigde Arabische Emiraten
Deze lijst van voetbalinterlands is een overzicht van alle officiële voetbalwedstrijden tussen de nationale teams van Oezbekistan en de Verenigde Arabische Emiraten. De landen speelden tot op heden achttien keer tegen elkaar. De eerste ontmoeting, een vriendschappelijke wedstrijd, werd gespeeld in Dubai op 19 november 1996. Het laatste duel, een kwalificatiewedstrijd voor het Wereldkampioenschap voetbal 2026, vond plaats op 5 juni 2025 in Abu Dhabi.

## Wedstrijden
| №  | Plaats    | Datum             | Competitie                 | Wedstrijd                                  | Uitslag |
| -- | --------- | ----------------- | -------------------------- | ------------------------------------------ | ------- |
| 1  | Dubai     | 19 november 1996  | Vriendschappelijk          | Verenigde Arabische Emiraten – Oezbekistan | 4 – 2   |
| 2  | Tasjkent  | 26 september 1997 | WK 1998 kwalificatie       | Oezbekistan – Verenigde Arabische Emiraten | 2 – 3   |
| 3  | Abu Dhabi | 1 november 1997   | WK 1998 kwalificatie       | Verenigde Arabische Emiraten – Oezbekistan | 0 – 0   |
| 4  | Abu Dhabi | 27 november 1999  | Azië Cup 2000 kwalificatie | Verenigde Arabische Emiraten – Oezbekistan | 0 – 1   |
| 5  | Abu Dhabi | 17 augustus 2001  | WK 2002 kwalificatie       | Verenigde Arabische Emiraten – Oezbekistan | 4 – 1   |
| 6  | Tasjkent  | 22 september 2001 | WK 2002 kwalificatie       | Oezbekistan – Verenigde Arabische Emiraten | 0 – 1   |
| 7  | Dubai     | 11 oktober 2003   | Vriendschappelijk          | Verenigde Arabische Emiraten − Oezbekistan | 2 − 2   |
| 8  | Sharjah   | 28 januari 2009   | Azië Cup 2011 kwalificatie | Verenigde Arabische Emiraten − Oezbekistan | 0 − 1   |
| 9  | Tasjkent  | 3 maart 2010      | Azië Cup 2011 kwalificatie | Oezbekistan − Verenigde Arabische Emiraten | 0 − 1   |
| 10 | Dubai     | 29 januari 2012   | Vriendschappelijk          | Verenigde Arabische Emiraten − Oezbekistan | 1 − 0   |
| 11 | Dubai     | 12 oktober 2012   | Vriendschappelijk          | Verenigde Arabische Emiraten − Oezbekistan | 2 − 2   |
| 12 | Abu Dhabi | 22 maart 2013     | Azië Cup 2015 kwalificatie | Verenigde Arabische Emiraten − Oezbekistan | 2 − 1   |
| 13 | Tasjkent  | 5 maart 2014      | Azië Cup 2015 kwalificatie | Oezbekistan − Verenigde Arabische Emiraten | 1 − 1   |
| 14 | Abu Dhabi | 14 oktober 2014   | Vriendschappelijk          | Verenigde Arabische Emiraten − Oezbekistan | 0 − 4   |
| 15 | Al Ain    | 14 november 2017  | Vriendschappelijk          | Verenigde Arabische Emiraten − Oezbekistan | 1 − 0   |
| 16 | Dubai     | 12 oktober 2020   | Vriendschappelijk          | Verenigde Arabische Emiraten − Oezbekistan | 1 − 2   |
| 17 | Tasjkent  | 15 oktober 2024   | WK 2026 kwalificatie       | Oezbekistan – Verenigde Arabische Emiraten | 1 − 0   |
| 18 | Abu Dhabi | 5 juni 2025       | WK 2026 kwalificatie       | Verenigde Arabische Emiraten − Oezbekistan | 0 − 0   |

## Samenvatting
| Competitie            | Totaal gespeeld | Winst Oezbekistan | Gelijk | Winst V.A.E. | Doelsaldo Oezbekistan – V.A.E. |
| --------------------- | --------------- | ----------------- | ------ | ------------ | ------------------------------ |
| WK-kwalificatie       | 6               | 1                 | 2      | 3            | 4 − 8                          |
| Azië Cup-kwalificatie | 5               | 2                 | 1      | 2            | 4 − 4                          |
| Vriendschappelijk     | 7               | 2                 | 2      | 3            | 12 − 11                        |
| Totaal                | 18              | 5                 | 5      | 8            | 20 − 23                        |

UFF · A-internationals · Bondscoaches · Statistieken · Oezbeeks vrouwenelftal · Olympisch elftal · Oezbekistan U21 · Oezbekistan U20 · Oezbekistan U19 · Oezbekistan U18 · Oezbekistan U17
1990 – 1999 ·
2000 – 2009 ·
2010 – 2019 ·
2020 – 2029 ·
1994 · 
1995 · 
1996 · 
1997 · 
1998 · 
1999 · 
2000 · 
2001 · 
2002 · 
2003 · 
2004 · 
2005 · 
2006 · 
2007 · 
2008 · 
2009 · 
2010 · 
2011 · 
2012 · 
2013 · 
2014 ·
2015 ·
2016 ·
2017 ·
2018 ·
2019 ·
2020 ·
2021 ·
2022 ·
2023
Albanië ·
Armenië ·
Australië ·
Azerbeidzjan ·
Bahrein ·
Bangladesh ·
Bolivia ·
Bosnië en Herzegovina ·
Burkina Faso ·
Cambodja ·
Canada ·
China ·
Costa Rica ·
Estland ·
Filipijnen ·
Georgië ·
Hongkong ·
India ·
Indonesië ·
Irak ·
Iran ·
Israël ·
Japan ·
Jemen ·
Jordanië ·
Kameroen ·
Kazachstan ·
Kirgizië ·
Koeweit ·
Letland ·
Libanon ·
Malediven ·
Maleisië ·
Marokko ·
Mexico ·
Mongolië ·
Montenegro ·
Nieuw-Zeeland ·
Nigeria ·
Noord-Korea ·
Oeganda ·
Oekraïne ·
Oman ·
Palestina ·
Qatar ·
Rusland ·
Saoedi-Arabië ·
Senegal ·
Singapore ·
Slowakije ·
Sri Lanka ·
Syrië ·
Tadzjikistan ·
Taiwan ·
Thailand ·
Turkije ·
Turkmenistan ·
Uruguay ·
Venezuela ·
Verenigde Arabische Emiraten ·
Verenigde Staten ·
Vietnam ·
Wit-Rusland ·
Zuid-Korea ·
Zuid-Soedan ·
Zweden
UAEFA · A-internationals · Bondscoaches · Statistieken · Olympisch elftal · Vrouwenelftal van de Verenigde Arabische Emiraten · VA Emiraten U21 · VA Emiraten U19 · VA Emiraten U17
1972 – 1979 ·
1980 – 1989 ·
1990 – 1999 ·
2000 – 2009 ·
2010 – 2019 ·
2020 − 2029
OS 2012
Algerije ·
Andorra ·
Angola ·
Argentinië ·
Armenië ·
Australië ·
Azerbeidzjan ·
Bahrein ·
Bangladesh ·
Benin ·
Bolivia ·
Brazilië ·
Brunei ·
Bulgarije ·
Chili ·
China ·
Colombia ·
Costa Rica ·
Denemarken ·
Dominicaanse Republiek ·
Duitsland ·
Egypte ·
Estland ·
Filipijnen ·
Finland ·
Gabon ·
Gambia ·
Georgië ·
Haïti ·
Honduras ·
Hongarije ·
Hongkong ·
IJsland ·
India ·
Indonesië ·
Irak ·
Iran ·
Japan ·
Jemen ·
Joegoslavië ·
Jordanië ·
Kazachstan ·
Kenia ·
Kirgizië ·
Koeweit ·
Laos ·
Libanon ·
Libië ·
Litouwen ·
Maleisië ·
Malta ·
Marokko ·
Mauritanië ·
Moldavië ·
Myanmar ·
Nepal ·
Nieuw-Zeeland ·
Noord-Korea ·
Noorwegen ·
Oekraïne ·
Oezbekistan ·
Oman ·
Oost-Timor ·
Pakistan ·
Palestina ·
Paraguay ·
Peru ·
Polen ·
Qatar ·
Roemenië ·
Rusland ·
Saoedi-Arabië ·
Senegal ·
Singapore ·
Slovenië ·
Slowakije ·
Soedan ·
Sri Lanka ·
Syrië ·
Tadzjikistan ·
Thailand ·
Togo ·
Trinidad en Tobago ·
Tsjechië ·
Tunesië ·
Turkmenistan ·
Uruguay ·
Venezuela ·
Vietnam ·
Wit-Rusland ·
Zuid-Afrika ·
Zuid-Korea ·
Zweden ·
Zwitserland